# Леливин
Леливин (пол. Leliwin) — польский дворянский герб.

## Описание
В лазоревом поле над золотым полумесяцем три шестилучевых серебряных звезды: две и одна.
На щите дворянский коронованный шлем. Нашлемник: три страусовых пера и на них золотой полумесяц с серебряной звездой. Намёт на щите красный, подложенный серебром.

## Герб используют
Указанным гербом вместе с потомственным дворянством 20.07.1848 Всемилостивейше пожалованы Виктор-Павел и Иосиф-Калясанты Раковецкие.